# سمفونی شماره ۶ (بتهوون)
سمفونی شماره ۶ یا پاستورال (به آلمانی: Sifonie Pastorale,)، در فا ماژور، اُپوس ۶۸، اثر لودویگ فان بتهوون است. تصنیفِ سمفونی شماره ۶ در سال ۱۸۰۸ به اتمام رسید اما طراحی‌های آن از سال ۱۸۰۳ آغاز شد. بتهوون این سمفونی را بر اساس برداشت‌های یک فرد (شهری) از طبیعت و محیط روستایی بنا نهاد. از آنجایی که ممکن بود این اثر با تعابیر فراموسیقایی به معنای موسیقی برنامه‌ای درک شود، آهنگساز تصریح کرد که سمفونی ششم «بیشتر بیان احساس است تا نقاشی». اجرای اولیهٔ سمفونی ششم در تاریخ ۲۲ دسامبر ۱۸۰۸، در یک کنسرت عظیم در سالن «تئاتر ان‌ دِ وین»، به رهبری بتهوون برگزار شد. پاستورال برای مدت طولانی از نظر محبوبیت نسبت به دیگر سمفونی‌های بتهوون عقب ماند اما با گذشت زمان تأثیرگذاری خود را بر جای نهاد، کلود دبوسی، ابتدا به انتقاد از این اثر پرداخت، اما چند سال بعد آن را «شاهکار» خواند. آهنگسازانی مانند گوستاو مالر و آنتون بروکنر از سمفونی استقبال کردند، هکتور برلیوز  آن را «زیباترین ساختهٔ بتهوون» نامید و سمفونی فانتاستیک (یکی از ده سمفونی برترِ تاریخ موسیقی) خود را با ژانر تصویریِ پاستورال پیوند داد.
سمفونی در پنج موومان به موقعیت‌های مختلفی می‌پردازند که در کنار هم یک اثر کامل را تشکیل می‌دهند. موومان اول با تمپوی آلگرو در فا ماژور و فرم سونات است؛ به آرامی شروع می‌شود و احساس آهنگساز برای ورود به طبیعت است؛ برخی از موسیقیدانان اعتقاد دارند که در این قسمت از «تم‌های محلی راین» اقتباس شده‌ است. موومان دوم با تمپوی آندانته در سی بمل ماژور و فرم سونات، با صدایی آهسته، کنارِ جویبار را توصیف می‌کند؛ در این قسمت سازهای بادی چوبی، صدای پرندگان را تقلید می‌کنند. موومان سوم با تمپوی آلگرو در فا ماژور، یک اسکرتسو است که گردهمایی شاد و پُر سرورِ روستاییان را توصیف می‌کند. موومان چهارم با تمپوی آلگرو در فا مینور، در توصیف طوفان، باران‌های سیل‌آسا و رعدوبرق است؛ بتهوون در این قسمت، رعدوبرق را به وسیلۀ سازهای کوبه‌ای با همراهی ویولنسل‌ها و کنترباس‌ها توصیف می‌کند؛ در ادامه، پس از فروکشِ باران و طوفان، نوای آرام و ملایم ابوا شنیده می‌شود. موومان پنجم با تمپوی آلگرتو در فا ماژور و فرم روندو، دارای یک تمِ کوتاه است که بیانگرِ احساس‌های آمیخته با شادمانی و سپاس به‌خاطر پایان‌یافتنِ طوفان است. 
بتهوون با تقدیمی دوگانه، سمفونی ششم را به شاهزاده فرانتس فون لوبکوویتس و کنت آندرئاس رازوموفسکی اهدا کرد. بخش‌هایی از پارتیتور، چند ماه پس از اجرای اول در آوریل ۱۸۰۹، توسط انتشارات برایتکپف و هرتل در لایپزیک منتشر شد. انتشار بعدی، توسط همان ناشر در مارس ۱۸۲۶، از روی دست‌نوشته و بخش‌هایی از آن، بدون توجه کافی به سایر نسخه‌های خطی مرتبط با این اثر، در سال ۱۸۰۹، چاپ شد. در قرن بیستم ده‌ها اجرای قابل توجه از ارکسترهای معتبر جهانی مانند ارکستر فیلارمونیک برلین، ارکستر فیلارمونیک وین، ارکستر سمفونیک شیکاگو ، ارکستر گواندهاوس لایپزیگ و غیره با همراهی رهبرانی چون ویلهلم فورت‌ونگلر، آرتورو توسکانینی، هربرت فون کارایان، سایمون رتل و بسیاری دیگر، ضبط و منتشر شده است. سمفونی‌های شماره ۵ و شماره ۶ که ظاهراً متفاوت به‌نظر می‌رسند، مکمل یکدیگر در نظر گرفته می‌شوند و بنابراین اغلب به‌عنوان «آثار خواهر» شناخته می‌شوند. بتهوون عاشق طبیعت بود و آرامش خود را تنها در طبیعت می‌جست. «سمفونی ششم توصیف آرامشِ طبیعت و آرامشِ روحِ  انسان است، بیانِ احساسی که آهنگساز در تمام عمر، آرزوی آن را داشت».

## تاریخچه

### آهنگسازی

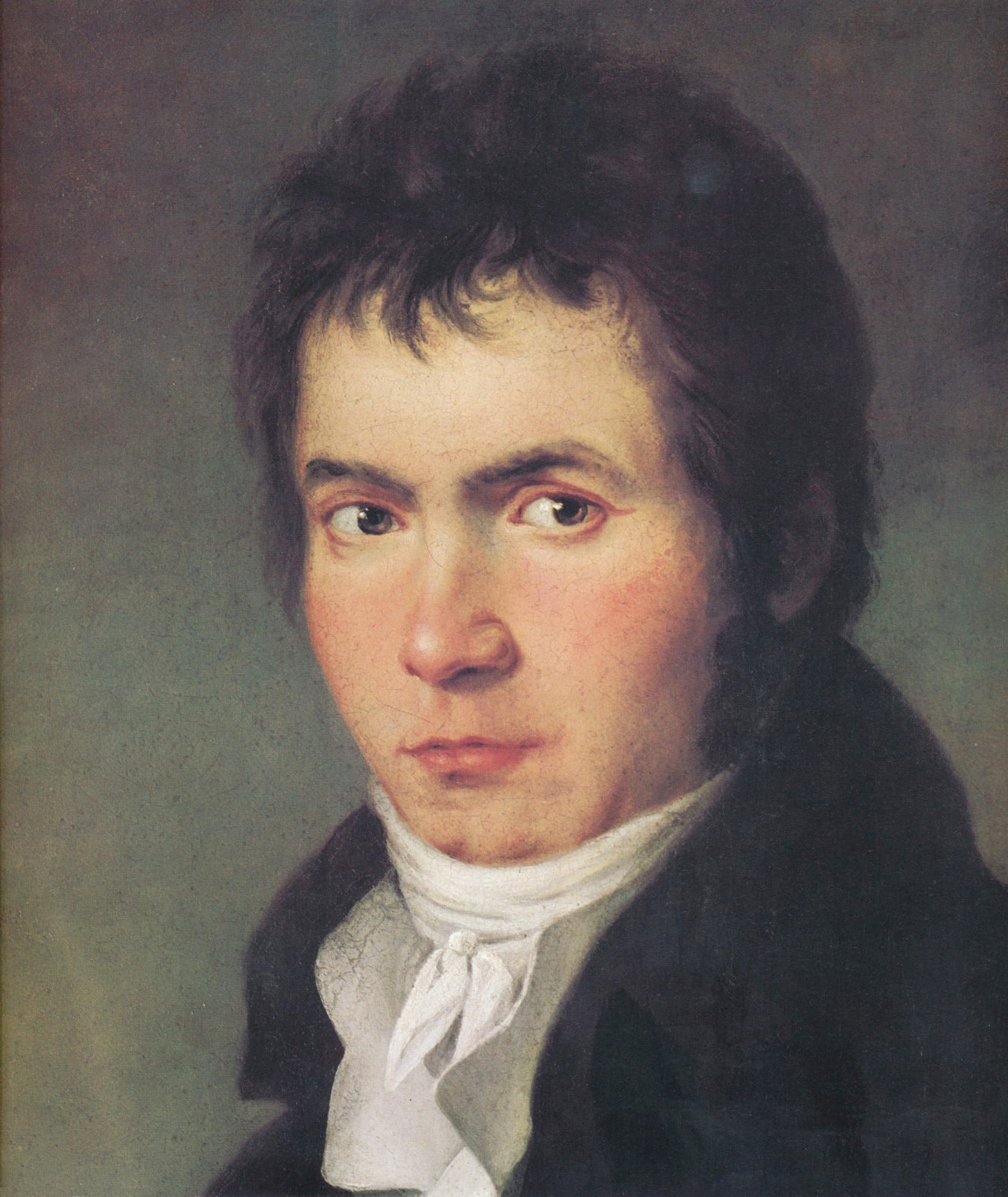
پرترهٔ بتهوون (۱۸۰۴–۱۸۰۵)

اولین طرح‌های سمفونی پاستورال در سال ۱۸۰۲ پدیدار شد. دفترچه یادداشتی از بتهوون در سال ۱۸۰۳ وجود دارد که طرح‌هایی برای سمفونی ششم همراه با طرح‌های اروئیکا و آغاز سمفونی پنجم در آن یافت می‌شود، طرح‌هایی نیز برای تم «زمزمهٔ جویبار» که در موومان دوم و موتیف کنترباس که در موومان سوم استفاده شد، وجود دارد. همچنین تِم «طوفان» در مقدمهٔ اورتور بالهٔ آفریدگان پرومتئوس وجود دارد، زیرا پرومتئوس توسط «طوفان» در آسمان تعقیب می‌شود. پیش‌نویس‌های بعدی در همان دفتر طراحی، ایده‌های بتهوون برای آغاز اثر را منعکس می‌کنند. با این حال، تا سال ۱۸۰۸ طول کشید تا او دوباره این ایده‌ها را مطرح کند و طرح‌های دقیقی برای سمفونی ترسیم کند. دیگر نمی‌توان دقیقاً مشخص کرد که تک تکِ موومان‌های پاستورال چه زمانی نوشته شده‌اند، اما تقریباً بین فوریه و ژوئیه یا اوت ۱۸۰۸ ثبت شده‌اند.
بتهوون اولین آهنگسازی نبود که به نوشتن سمفونی با مضمونِ پاستورال پرداخت؛ در سال ۱۷۸۴، ناشری با نام هاینریش فیلیپ بوسلر اثری سمفونیک از جاستین هاینریش کنشت (آهنگساز آلمانی، ۱۸۱۷–۱۷۵۲) با عنوان «پرترهٔ موسیقایی طبیعت» منتشر کرد که برنامهٔ بسیار مفصلی را معرفی می‌کرد و طرح کلی آن در پنج موومان بود اما فرم معمول سمفونی را نداشت؛ با این حال مشخص نیست که آیا بتهوون این اثر را می‌شناخته یا نه. به گفتهٔ فرانک ای. دِآکونه (موسیقی‌شناس آمریکایی)، ممکن است این کار الهام‌بخش بتهوون برای تصنیف سمفونی پاستورال باشد، چرا که در آن اثر نیز قطعاتی با نام «رعدوبرق» و یک سرود پایانی با نام «به درگاه خالق»، وجود دارد.

#### خاستگاه
بتهوون به‌عنوان پیش‌درآمد، این سمفونی را بر اساس برداشت‌های یک فرد (شهری) از طبیعت و محیط روستایی بنا نهاد و پنج موومان به موقعیت‌های مختلفی می‌پردازند که در کنار هم یک اثر کامل را تشکیل می‌دهند. از آنجایی که وی مخالف موسیقی با تعابیر فراموسیقایی به معنای موسیقی برنامه‌ای بود، نگرانی داشت که مبادا اثرش توسط عموم و منتقدان به اشتباه فهمیده شود. با این حال حتی اگر عنوان‌های تعیین‌شده برای موومان‌ها در سمفونی را در نظر نگیریم، موومان‌های سوم و چهارم دقیقاً مشخص می‌کند که بتهوون قصدِ توصیفِ یا نقاشی غیرموسیقایی از طبیعت داشته است. طبق نشانه‌هایی که در برخی پیش‌نویس‌ها آمده، بتهوون برای مدت کوتاهی در نظر داشت که فینال و سمفونی را با یک گروه کر مذهبی به پایان برساند؛ در یک نسخه خطی قدیمی‌تر، نیتِ مذهبی وی قطعاً صریح‌ بیان شده است؛ بتهوون نوشته بود: «آواز چوپانان، احساسات خیرخواهانه‌ای است که پس از طوفان با سپاسگزاری از الوهیت، پیوند خورده‌اند».

بتهوون عاشق طبیعت بود و بخش زیادی از وقت خود را در پیاده‌روی در خارج از شهر می‌گذراند، وی آرامش خود را تنها در طبیعت می‌جست. او غالباً وین را برای کار در مناطق روستایی ترک می‌کرد. این آهنگساز می‌گوید سمفونی ششم «بیشتر بیان احساس است تا نقاشی»، نکته‌ای که در عنوانِ نخستین موومان، تأکید می‌کند. کنتس تِرِزه برونسویک معشوقهٔ بتهوون می‌گوید: «طبیعت تنها مَحرَم رازِ او بود». چارلز نیا موسیقیدان بریتانیایی (۱۸۷۷–۱۷۸۴) که در سال ۱۸۱۵ با بتهوون آشنا شده بود، می‌نویسد: «هیچ‌کس را ندیده است که همچون او عاشق طبیعت باشد، گلها و ابرها را دوست بدارد، مثل اینکه در طبیعت زندگی می‌کرد». بتهوون خودش می‌نویسد:
| « | ... در این دنیا هیچ‌کس نیست که به اندازهٔ من ییلاق را دوست بدارد، هر درخت به اندازهٔ یک انسان برایم عزیز و دوست‌داشتنی است ... ای خدای توانا! من در جنگل‌ها خوشبختم، خوشبخت در جنگلی که در آن هر درختی به قدرتِ تو سخن می‌گوید، ای پروردگار! این چه عظمتی است! اینجا، در این جنگل‌ها و بر روی این تپه‌ها آرامش است، آرامشی که در آن باید به تو خدمت کرد... | » |

سمفونی‌های شماره ۵ و شماره ۶ که ظاهراً متفاوت به‌نظر می‌رسند، مکمل یکدیگر در نظر گرفته می‌شوند و بنابراین اغلب به‌عنوان «آثار خواهر» شناخته می‌شوند. برای مثال، در سال ۱۹۹۵، ویلیام کیندرمن (موسیقی‌شناس آمریکایی)، نوشت: «مانند سونات‌های «والدشتاین» و «آپاسیوناتا»، سمفونی‌های پنجم و ششم، آثار موسیقایی متفاوتی را نشان می‌دهند که […] یکدیگر را تکمیل می‌کنند.»

### اجرای اولیه
اجرای اولیهٔ سمفونی ششم در تاریخ ۲۲ دسامبر ۱۸۰۸، در یک کنسرت عظیم در سالن «تئاتر ان‌ دِ وین»،  متشکل از اجراکنندگان برتر و به رهبری خودِ بتهوون برگزار شد. زمانِ کنسرت بیش از چهار ساعت به طول انجامید. دو سمفونی در این برنامه به ترتیب معکوس اجرا شدند: ابتدا سمفونی ششم در نیمهٔ اول و سپس سمفونی پنجم در نیمهٔ دوم کنسرت به اجرا درآمد. برنامۀ کنسرت به شرح زیر بود:
1. سمفونی شماره ۶ (پاستورال)، اپوس. ۶۸
2. آریا: «آه! پرفیدو»[خ]، اپوس. ۶۵، برای سوپرانو سولو و ارکستر
3. موومان گلوریا[د]، از قطعهٔ «مَس در دو ماژور»، اپوس. ۸۶، برای صدای تک‌خوان، گروه کر و ارکستر
4. کنسرتو پیانو شماره ۴، اپوس. ۵۸ (با نوازندگی بتهوون)
(اینترمتزو)
5. سمفونی شماره ۵، اپوس. ۶۷
6. موومان‌های «سانکتوس»[ذ] و «بندیکتوس»[ر] از قطعهٔ مَس در دو ماژور، اپوس. ۸۶
7. بداهه‌نوازی پیانو با اجرای بتهوون
8. فانتزی کُرال، اپوس. ۸۰، برای پیانو، صدای تک‌خوان، گروه کر و ارکستر

بتهوون که مجبور شد در یک زمان بسیار شلوغ کنسرت خود را برگزار کند، در جمع‌آوری نوازندگان کافی ناتوان بود. در اصل، او به ارکستر حرفه‌ای «تئاتر ان دِ وین» دسترسی داشت، اما بسیاری از اعضای آن درگیر یک کنسرت برای انجمنی خیریه در سالنی دیگر و متعهد به اجرا در آنجا بودند و در غیر اینصورت جریمه می‌شدند. این «کنسرت موازی»، باعث کاهش تعدادی از نوازندگان ماهر شد و آماتورها موظف شدند شکاف‌ها را پُر کنند؛ بنابراین، ارکستری که در اختیار بتهوون قرار گرفت، گروهی در حد متوسط بود که احتمالاً و برای مثال، نوازندگان «گروه ویلن اول» شش تا هشت نفر بیشتر نبودند.

#### واکنش‌ها
نظرات انتقادی کمی به اجرای اول وجود داشت که در شرایط نامساعدی اتفاق افتاد. ارکستر تنها با یک تمرین قبل از کنسرت، اجرای خوبی نداشت و در یک لحظه به دنبال اشتباه یکی از نوازندگان در قطعهٔ «فانتزی کُرال»، بتهوون مجبور شد موسیقی را متوقف کند و دوباره شروع کند. سالن اجتماعات بسیار سرد بود و تماشاگران از طولانی‌بودنِ برنامه خسته شده بودند. بری کوپر محتوای کنسرت را «قابل توجه‌ترین کارنامهٔ بتهوون» خواند. بتهوون خودش در ۷ ژانویه ۱۸۰۹، طی نامه‌ای به انتشارات برایتکپف و هرتل نوشت:
... اینجا جایی بود که مجبور شدم کنسرتم را اجرا کنم، در حالی که همهٔ کسانی که درگیر موسیقی بودند از هر طرف موانعی را سر راهم قرار می‌دادند. برگزارکنندگان کنسرت برای بیوه‌ها، و در درجه اول آقای سالییری، که سرسخت‌ترین مخالف من است، این حقهٔ ننگین را با من به کار گرفته بودند؛ آنها تهدید کرده بودند که هر نوازنده‌ای را که در حلقه‌شان حضور دارند و برای من بنوازند، اخراج می‌کنند. اگرچه بیش از یک اشتباه رخ داده بود که من نمی‌توانستم کاری در مورد آن انجام دهم، با این وجود مردم همه چیز را با شور و شوق پذیرفتند…
بتهوون که مدت‌ها منتظر فرصتی بود تا بُرشی از آثار دو سال و نیمِ گذشته‌اش را به عموم ارائه دهد، خودش نیز به‌عنوان تک‌نواز پیانو به دلیل کم‌شنوایی پیشرونده‌اش، ضعیف می‌نواخت و احتمالاً این آخرین اجرای او به‌عنوان پیانیست بود. علاوه بر این، شاهدان معاصر گزارش کرده‌اند که ممکن است اشتباهات قابل‌توجه در کنسرت، به دلیل رابطهٔ پرتنش بین ارکستر و رهبر ارکستر (بتهوون) بوده باشد. تجربهٔ این «کنسرت آکادمی» برای بتهوون چنان تلخ بود که حتی به ترک وین فکر کرد و تنها چیزی که مانع او شد تضمین حمایت مداومِ حامیانِ سلطنتی‌اش بود. یوهان فریدریش رایکارد (آهنگساز آلمانی، ۱۸۱۴–۱۷۵۲)، تجربهٔ خود را که در این کنسرت طولانی و سالن بسیار سرد حضور داشت، چنین بیان می‌کند که «داشتن بیش از حد یک چیز خوب - و حتی بیشتر از آن - یک چیز قوی - آسان است».

### نسخه‌های خطی و چاپی
بخش‌هایی از پارتیتور، چند ماه پس از اجرای اول در آوریل ۱۸۰۹، توسط انتشارات برایتکپف و هرتل در لایپزیک با تقدیمی دوگانه به شاهزاده فرانتس فون لوبکوویتس و کنت آندرئاس رازوموفسکی منتشر شد. ناشرِ «هرتل» در اوت ۱۸۰۸ به وین سفر کرده بود تا مستقیماً با بتهوون مذاکره کند و روابط تجاری خود را با وی تقویت کند. او مبلغ هنگفتی را به صورت نقدی برای سمفونی‌های پنجم، ششم، سونات ویولنسل در لا ماژور و دو «تریو پیانو» به آهنگساز پرداخت و همزمان مالکیت این آثار را نیز به او واگذار کرده بود.
نسخهٔ چاپ‌شده در لایپزیگ از روی نسخه‌هایی که بتهوون چند ماه قبل از اولین اجرا به وی ارائه داده بود، تهیه شده است، زمانی که هنوز اصلاحات آهنگسازی در آن قطعی نشده بود (بتهوون خودش این موضوع را در نامه‌ای به گاتفرید کریستوف هارتل در ۴ مارس ۱۸۰۹ تایید می‌کند)؛ بتهوون به اصلاحات مجدد روی سمفونی ششم در وین ادامه داد. چاپ اول، علی‌رغم اصلاحات توسط آهنگساز، در مقایسه با نسخهٔ اصلی بتهوون، حاوی برخی خطاها بود. به نظر می‌رسد که هم ویراستار و هم حروف‌چین، اصلاحات را به دلایل عملی یا با هدف انتشار نسخۀ کاملِ بعدی، حذف کرده‌اند. چاپ دوم نیز در پاییز ۱۸۰۹، هنوز حاوی اشتباهاتی بود که بتهوون به خاطر آنها ناشر خود را به شدت مورد انتقاد قرار داد. انتشار بعدی، توسط همان ناشر در مارس ۱۸۲۶، از روی دست‌نوشته و بخش‌هایی از آن، بدون توجه کافی به سایر نسخه‌های خطی مرتبط با این اثر، در سال ۱۸۰۹، چاپ شد.
در سال‌های ۱۸۶۲ تا ۱۸۶۵ نسخه کاملی از آثار بتهوون منتشر شد. در سال ۱۹۶۱، خانه بتهوون در بن، ویرایش جدیدی از آثار او را آغاز کرد. با این حال، شناسایی یک نسخهٔ قطعی از هر پارتیتورِ بتهوون دشوار است، زیرا کتابخانه‌ها نسخه‌های خطی و ویرایش‌های مختلفی را در اختیار دارند که گاهی در چندین مرحله اصلاح یا تغییر یافته‌اند. حتی به نظر می‌رسد که داشتن یک نسخهٔ دقیق، توهمی بیش نیست، بنابراین، بتهوون خودش از پیامدهای تغییراتِ گاه ناهماهنگِ سمفونی‌هایش در منابع مختلف، آگاه بود. در سال ۱۹۹۵، انتشارات «برایتکپف و هرتل» نسخه‌ای موسوم به «نسخهٔ اورتکست»(نسخهٔ اصلی یک اثر کلاسیک، تا حد امکان دقیق و بدون هیچ اصلاحی در متن اصلی) را بر اساس نت‌نویسی کلایو براون منتشر کرد.

## فرم و ساختار

### سازبندی
| جدول کامل سرعت، میزان‌بندی، مترونوم و گام‌ها | جدول کامل سرعت، میزان‌بندی، مترونوم و گام‌ها | جدول کامل سرعت، میزان‌بندی، مترونوم و گام‌ها | جدول کامل سرعت، میزان‌بندی، مترونوم و گام‌ها | جدول کامل سرعت، میزان‌بندی، مترونوم و گام‌ها |
| موومان                                     | سرعت                                       | میزان                                      | مترونوم                                    | گام                                        |
| ------------------------------------------ | ------------------------------------------ | ------------------------------------------ | ------------------------------------------ | ------------------------------------------ |
| I                                          | آلگرو ما نون تروپو                         | 2 4                                        | 66 =                                       | فا ماژور                                   |
| II                                         | آندانته مولتو موسو                         | 12 8                                       | 50 = .                                     | سی بمل ماژور                               |
| III                                        | آلگرو (اسکرتسو) آلگرو (تریو)               | 3 4 (2 4)                                  | 108 = . 132=                               | فا ماژور                                   |
| IV                                         | آلگرو                                      | 4                                          | 80 =                                       | فا مینور                                   |
| V                                          | آلگرتو                                     | 6 8                                        | 60 = .                                     | فا ماژور                                   |

سازهای «سمفونی شماره ۶» عبارتند از:
- سازهای بادی چوبی:

۱ فلوت پیکولو (فقط در موومان چهارم)، ۲ فلوت، ۲ ابوا، ۲ کلارینت (در «سی بمل»)، ۲ فاگوت
- سازهای بادی برنجی:

۲ هورن (در «فا» و «سی بمل»)، ۲ ترومپت (در «دو» و «سی بمل»، فقط در موومان‌های سوم، چهارم و پنجم)، ۲ ترومبون (آلتو، تنور، فقط در موومان‌های چهارم و پنجم)
- سازهای کوبه‌ای:

تیمپانی (فقط در موومان چهارم)
- سازهای زهی:

ویولن (۱ و ۲)، ویولا، ویولنسل، کنترباس
ارکستراسیون سمفونی پاستورال در مقایسه با سمفونی پنجم کاملاً متفاوت است. در سمفونی پنجم، «درخشش، قدرت، تضادهای ناگهانی با سایه/روشن، مانند موومان آخر که با نت‌های بسیار بالای پیکولو، نت‌های بسیار بمِ کنترفاگوت و شکُوهِ ترومبون‌ها که به هم می‌پیوندند، ساختار ارکستر را تعیین می‌کنند»؛ در مقایسه با «تنش‌های پرحجم» و «باردار» در سمفونی پنجم، سمفونی ششم دارای نوشتار و ساختاری روان با انتخاب سازهای محدود است که با «ملودی‌ها و ریتم‌های ظریف، زیبایی اثر را آشکار می‌کند»؛ در این ساختار، ارکستر زهی غالب است و در کنار آن سازهای بادی چوبی، چه در ترکیب با ارکستر و گاهی سولو، مورد استفاده قرار می‌گیرند؛ کلارینت و ابوا شخصیت «پاستورال» خود را دوباره کشف می‌کنند، فاگوت با طنز، فلوت با آواز پرندگان و … در نهایت تم‌ها و بسط‌ها کاملاً تغییر‌یافته است. پیکولو و تیمپانی زودگذرند (در طوفان) و از ترومبون‌ها به جای یک صدای قدرتمند، بیشتر به‌عنوان یک صدای تقویت‌کنندهٔ هارمونیک، محتاطانه استفاده می‌شود.

### موومان‌ها
این سمفونی به جای چهار موومان که در سمفونی‌های دوره کلاسیک رایج بود، دارای پنج موومان است. بتهوون در ابتدای هر موومان، یک عنوانِ برنامه‌ای نوشت:
I. آلگرو ما نون تروپو (2
4)، در فا ماژور (پدیدار‌شدنِ احساس‌ها و هیجان‌های دلپذیر و مطبوع به هنگام گام نهادن به دامان طبیعت در یک روستا).
II. آندانته مولتو موسو (12
8)، در سی بمل ماژور (صحنه‌ای در کنار جویبار).
III. آلگرو (3
4)، (2
4)، در فا ماژور (گردهمایی شاد و پُر سرورِ روستاییان).
IV. آلگرو (4
4)، در فا مینور (رعد‎و‌برق و طوفان).
V. آلگرتو (6
8)، در فا ماژور (آواز چوپانان، بیان احساس‌های آمیخته با شادمانی و سپاس به‌خاطر پایان یافتن طوفان).
موومان سوم به یک کادانس ناقص ختم می‌شود که مستقیم به موومان چهارم وصل می‌شود. موومان چهارم نیز بدون توقف مستقیماً به موومان پنجم منتهی می‌شود.
اجرای این اثر حدود ۴۰ دقیقه طول می‌کشد.

#### موومان اول
موومان اول در فرم سونات و به آرامی شروع می‌شود و احساس آهنگساز برای ورود به دهکده است. بافت ارکسترالِ موتیف از «تم اول»، در سراسر قطعه بسط و گسترش می‌یابد و با تکرار آن، احساس هیجان‌انگیزی به‌وجود آورده به‌طوری که کمتر به «تم دوم» پرداخته می‌شود. تم اول در این موومان مانند سمفونی پنجم اهمیت زیادی دارد و برخی از موسیقیدانان اعتقاد دارند که از «تم‌های محلی راین» اقتباس شده‌ است. ایوان فریندل اظهار داشت: «تکرار بی‌شمارِ الگوی در طبیعت (موتیف اصلی)، با تعلیق و هارمونی‌های پایدار، از طریق سلول‌های ریتمیک منتقل می‌شود».

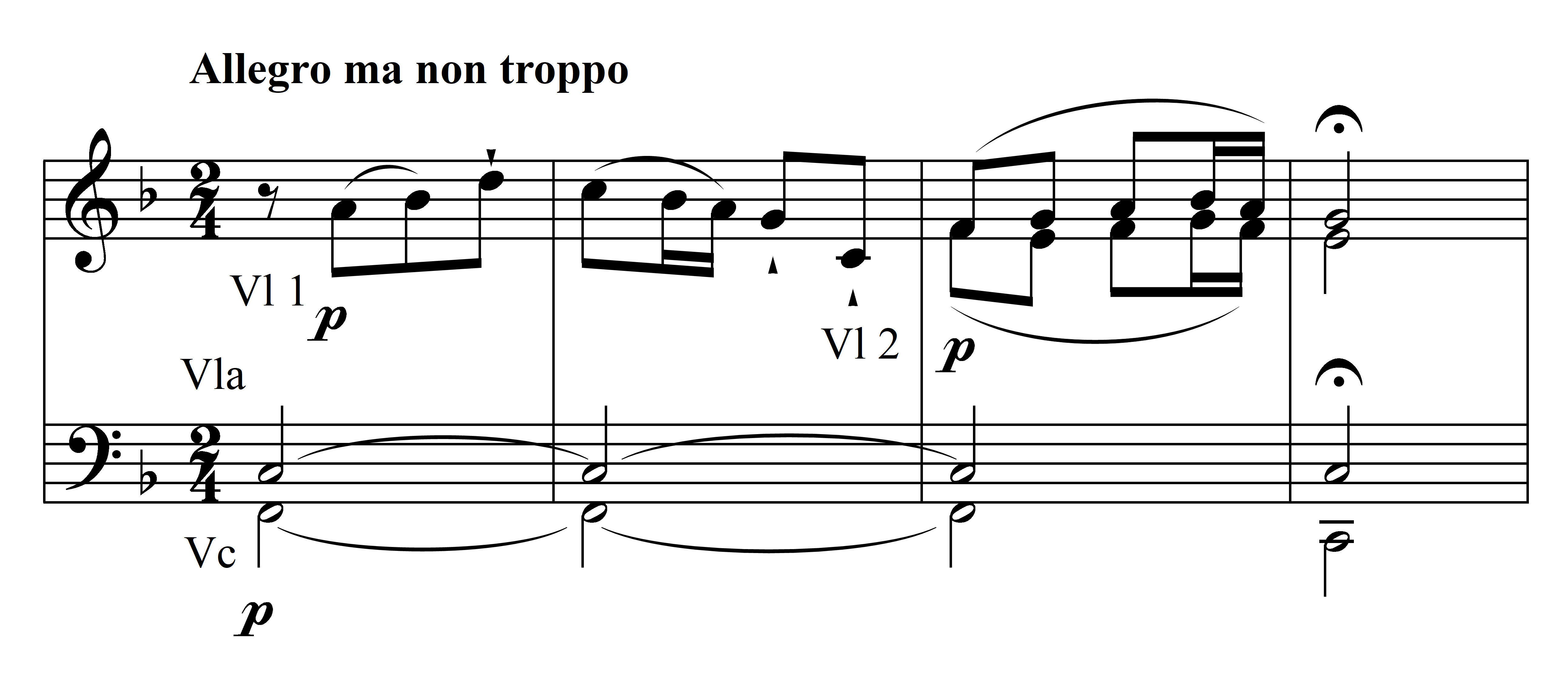
موتیف موومان اول، میزان ۴–۱

همانند سمفونی پنجم، تم آغازین در یک فرماتا متوقف می‌شود که در اینجا نه مضطرب، بلکه تأمل‌برانگیز است: «توقف کوتاه پیاده‌روی که با آسودگی، قدم‌هایش را برمی‌دارد تا با نگاهی دایره‌وار، به افقی دلپذیر بنگرد». سپس تم، ظاهری قاطع‌تر به خود می‌گیرد و به یک فرمول ملودیک می‌رسد که ده بار تکرار می‌شود و احساسی از ثبات ایجاد می‌کند که از ویژگی‌های پاستورال است. یک صعود کوتاه از فرمول ملودیک «تم اولیه را ابتدا به ابوا، سپس به صدای کامل ارکستر بازمی‌گرداند، جایی که در رجیستر بالا، با یک گروپتوی ده بار تکرارشونده از فلوت‌ها، نقطه‌گذاری می‌شود و سپس با یک تریولهٔ دوضربی از آکوردهای مکرر که همراه با دیالوگ است، قطع می‌شود تا ورود به تم دوم؛ این تریوله‌های آکوردی به وضوح، نقش سنتی یکی از آن موسیقی‌های [آلا کاچا] را ایفا می‌کنند که حتی قبل از بتهوون، یک ویژگی اجباری در هر اثر موسیقیِ روستایی یا چوپانی بوده‌اند».
از آنجایی که تِم مشابهی به تمِ اصلیِ موومان اول سمفونی ششم توسط فرانیو کساور کوهاچ، در مجموعه‌ای از «موسیقی فولکلور کرواسی» بین سال‌های ۱۸۷۸ تا ۱۸۸۱ جمع‌آوری شده است، تصور می‌شود که بتهوون ممکن است این تم را در طول اقامت خود در غرب مجارستان (جایی که کروات‌ها نیز ساکن بودند)، شنیده و از آن اقتباس کرده باشد؛ اگرچه نت‌نویسی تم بعداً انجام شده است، اما بلا بارتوک انتقال در جهت مخالف را بعید می‌داند.

#### موومان دوم
موومان دوم در فرم سونات و در گام زیرنمایان، با صدایی آهسته، کنارِ جویبار را توصیف می‌کند و با «بسط و گسترش»، توصیفی است از جریانِ ملایم آب و رودخانه، که توسط دو ویولنسل با سوردین اجرا می‌شود و بقیهٔ ویولنسل‌ها با پیتزیکاتو همراهی می‌کنند، صدای گنجشک‌ها نیز با اجرای تریل توسط ویولن‌ها به گوش می‌رسد. در انتها، ناگهان صدای ارکستر قطع شده و حرکت به سوی یک کادنزا است که فقط صدای پرندگان را سازهای بادی چوبی تقلید می‌کنند. بتهوون گونه‌های پرندگان را در پارتیتور مشخص کرد: بلبل (فلوت)، بلدرچین (ابوا) و فاخته (دو کلارینت).
مثال بالا نشان می‌دهد با آنکه موومان دوم تا حدود زیادی از فرم سونات پیروی می‌کند، اما تقلید صدای پرندگان و تأکید آن توسط بتهوون غیر معمول است. دیوید مارلو (رهبر ارکستر آمریکایی/بریتانیایی) می‌گوید: «بار دیگر واضح است که آهنگساز به یک تصویرِ احساسی توجه داشته و نه به یک تصویر علمی از طبیعت، زیرا فاخته که همیشه یک صدای سوم کوچک را می‌خواند، در متن فعلی یک سوم بزرگ صدا می‌دهد.» اتو کلمپرر در خاطرات خود، (گفتگویی که در سال ۱۹۱۰ با گوستاو مالر در مونیخ داشته)، بازگو می‌کند: مالر به رهبران ارکسترهای آلمانی که (اجرای درست) این موومان را نمی‌فهمیدند، به شدت حمله کرد. او می‌گوید: «چگونه باید در موومان دوم، صدای جویبار را اجرا کنیم؟»، اگر (در هر میزان) دوازده نت چنگ (۱۲/۸)، ضرب بزنیم، خیلی کُند است. اگر دوازده نت چنگ را در چهار ضرب (=.) بزنیم، خیلی سریع است. پس چطور باید اجرا کنیم؟ و خودش پاسخ داد: «با احساسی از طبیعت».

#### موومان سوم
موومان سوم مجدداً در گام اصلی و طراحی آن یک «اسکرتسو/تریو» در بیان شادی و تجمع روستائیان است. «تم اول» سبک و منقطع، ابتدا توسط ویلن‌ها و سپس فلوت‌ها در فا ماژور شروع می‌شود اما خیلی زود در ر ماژور و بعد از آن به دو ماژور وارد می‌شود؛ در نهایت «تم اول» به گام اصلی با پاساژی قدرتمند توسط هورن‌ها، بازمی‌گردد؛ شروع «تم دوم» از ضرب ضعیف توسط ابوا با همراهی فاگوت است که سپس توسط هورن‌ها ادامه پیدا می‌کند؛ «بخش تریو» با نت‌های بم و تاکیدهای سنگین، در بخش زهی‌ها آغاز و وزن آن به (۲/۴) تغییر می‌کند و در نهایت «تریو» با صدای کشیدهٔ ترومپت‌ها به پایان می‌رسد. ملودی شاد برای رقصِ چوپانیِ دهقانان، توسط کلارینت اجرا می‌شود و صدای غرشِ رعدوبرق، خوشی آنان را تهدید می‌کند. آنتون شیندلر در خاطرات خود می‌گوید «بتهوون برای رقص چوپانی از ترانه‌های فولکلور اتریشی الهام گرفته و تا آنجا پیش می‌رود که از رقص ملی مردم اتریش تقلید هم می‌کند».

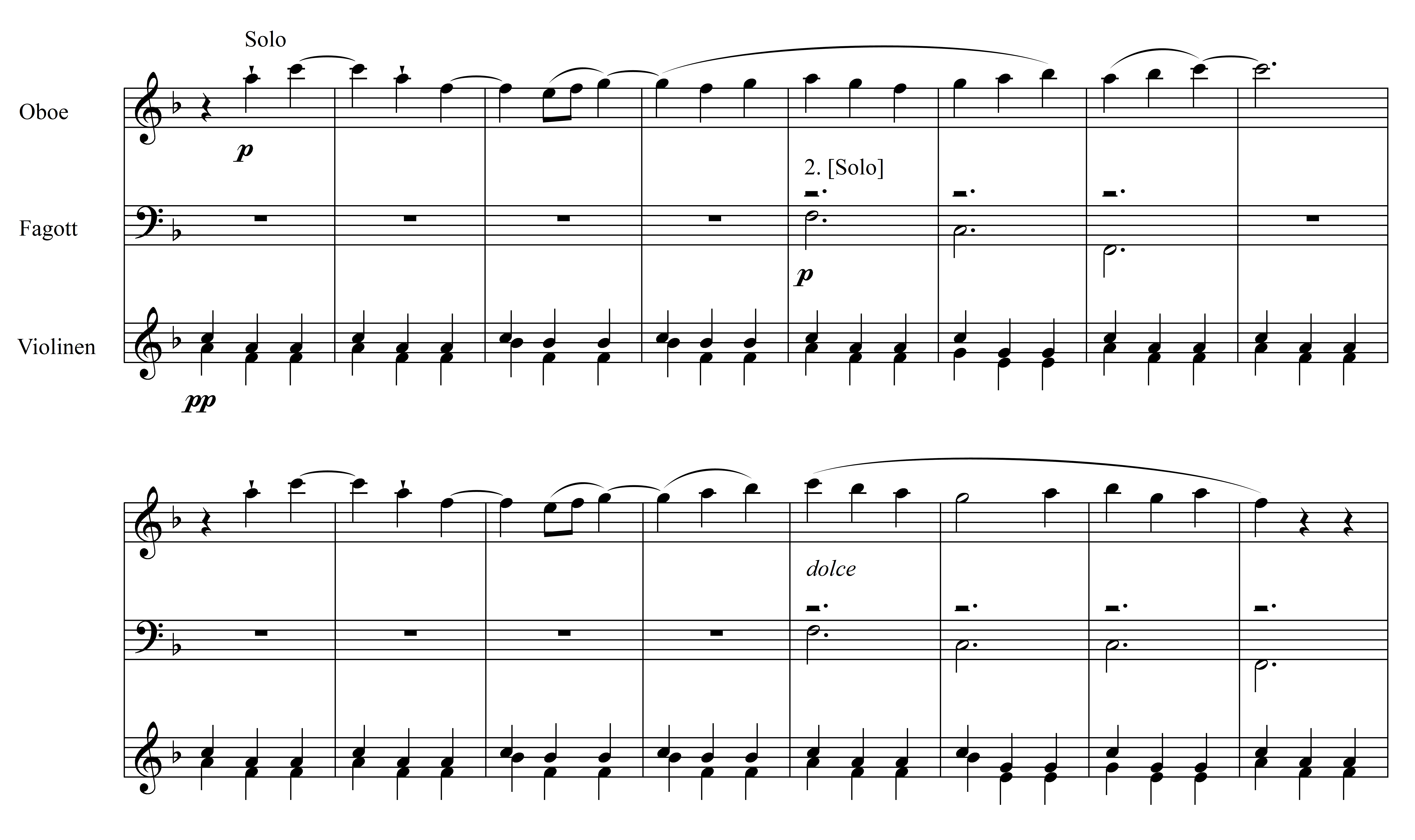
موومان سوم، دوئت ابوا و فاگوت (میزان‌های ۹۱ تا ۱۰۶)

این موومان یک نسخهٔ تغییر‌یافته از فرم معمول (ABA) برای اسکرتسو است، به این ترتیب که به جای دو بار، سه بار تکرار می‌شود ('ABABA) و در سومین تکرار، تم اسکرتسو کوتاه می‌شود. شاید بتهوون برای تکمیل این چیدمان نسبتاً بزرگ، تکرارهای درونی معمولی از اسکرتسو و سه‌گانهٔ «اسکرتسو/تریو/اسکرتسو» را مشخص نکرده است. تئودور آدورنو این اسکرتسو را به‌عنوان الگویی برای اسکرتسوهای آنتون بروکنر معرفی می‌کند. بازگشت نهایی تم، فضای آرام و طوفانی را با تمپوی سریعتری منتقل می‌کند. موومان به‌طور ناگهانی خاتمه می‌یابد، و بدون مکث، موومان چهارم آغاز می‌شود.

#### موومان چهارم
موومان چهارم در توصیف طوفان، باران‌های سیل‌آسا و رعدوبرق است. از ابتدا، هیجان به مرور اوج می‌گیرد و سازهای بادی برنجی به آرامی برای اجرای آکوردهایی سخت و سنگین، ورود می‌کنند؛ تیمپانی نقشِ پُر جوش‌وخروش خود را آغاز می‌کند و به نظر می‌رسد که طوفان همه جا را فرا گرفته است؛ ورودی‌های طوفان آنچنان توصیف شده است که گاهی خود را پس می‌کشد و مجدد با قدرتی بیشتر یورش می‌آورد، همراهی پیکولو در منطقهٔ صوتی بالا، طوفان را به اوج خود می‌رساند و در عین حال، ارکستر زهی فعالانه به همراه تیمپانی و بادی‌های برنجی، هر چه بیشتر خشونتِ طوفان را تحریک و توصیف می‌کنند. طوفان همان‌طور که ناگهانی شروع شده بود، فروکش می‌کند، آرامش دوباره برقرار می‌شود و حرکاتِ پایین‌روندهٔ زهی‌ها به سوی گام اصلی در ماژور، خشم طوفانی که در مینورها وجود داشت، کاهش می‌دهد. در اینجا، توصیفِ از بین‌رفتنِ طوفان توسط تیمپانی و ترمولوی زهی‌ها، نقش برجسته‌ای دارند؛ پاساژی آکوردی توسط بادی‌های چوبی تنالیته را تثبیت می‌کند و پس از فروکشِ باران و طوفان، نوای آرام و ملایم ابوا شنیده می‌شود که نمایشی از قوس‌وقزح را به یاد می‌آورد. در ادامه، فلوت با نوایی آرام و بی‌حال، این بخش را بلافاصله به نت‌های مقطعِ موومان پنجم وصل می‌کند.

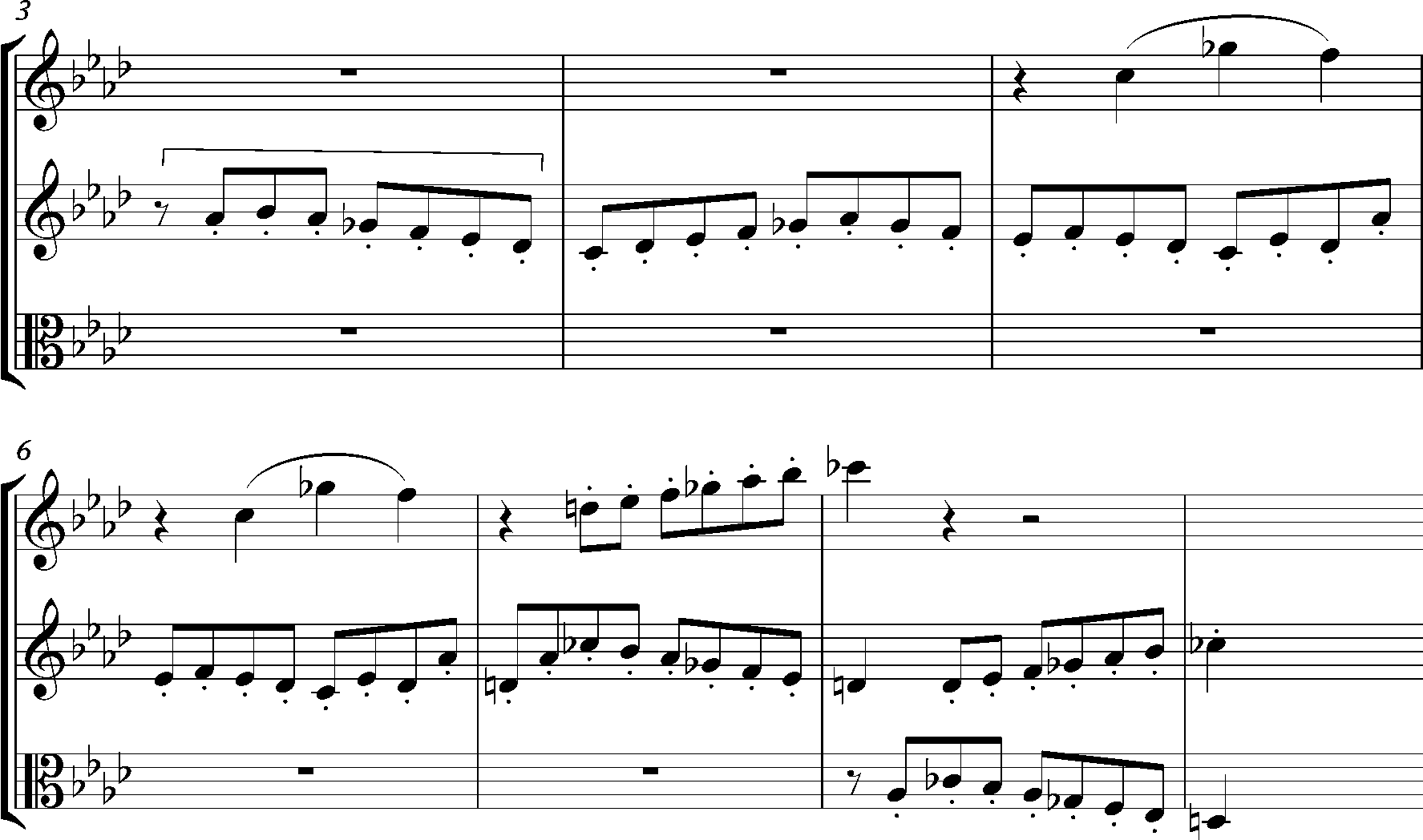
فیگور ملودیک و تمِ طوفان، برای اولین بار در «ویولن دوم» در ابتدای موومان، میزان ۳ تا ۸

بتهوون در این موومان، رعدوبرق را با سازهای کوبه‌ای با همراهی ویولنسل‌ها و کنترباس‌ها توصیف می‌کند که این قسمت مورد انتقاد قرار گرفته که چرا ابتدا صدای رعد می‌آید و سپس صدای برق. در صورتی که در طبیعت، ابتدا برق پدیدار می‌گردد و بعد از آن صدای رعد شنیده می‌شود. ولی به جای آن، توصیفِ قوس‌وقزح با نوای ملایم ابوا که پس از طوفان شنیده می‌شود، دقیق و درست است. جرج گروو اظهار می‌دارد «بتهوون با استفاده از «تم اول» (باران)، نظریهٔ فیزیکیِ قوس‌وقزح را که از خاصیت انکسار نور در قطراتِ باران ناشی می‌شود، به خوبی رعایت کرده است». هکتور برلیوز توصیف و ارایهٔ نظر در بارهٔ بخش «طوفان و رعدوبرق» را با کلمات، غیرممکن می‌داند و می‌گوید:
فقط کسانی که آن را شنیده‌اند می‌دانند که یک موسیقی زیبا و باشکوه در دستان مردی مانند بتهوون، چقدر می‌تواند قدرتمند و عالی باشد. در حالی که باس‌ها با صدای سوردین می‌غرند، صدای زیرِ فلوت پیکولو طوفانی وحشتناک را که در شرف وقوع است، به ما اعلام می‌کند. طوفان نزدیک می‌شود، رشد می‌کند؛ یک خط کروماتیک عظیم که از ارتفاع بالای سازها شروع می‌شود، به جستجوی آخرین اعماق ارکستر می‌آیند، باس‌ها را در آنجا می‌گیرد، آنها را با خود می‌برد و دوباره بالا می‌رود، مانند گردبادی که همه چیز را در مسیر خود واژگون می‌کند، می‌لرزد. سپس انفجارِ ترومبون‌ها، شدتِ رعدوبرقِ تیمپانی دو چندان می‌شود. دیگر باران نیست، باد است، فاجعه‌ای وحشتناک است، سیل جهانی، پایان جهان. در حقیقت، باعث سرگیجه می‌شود و بسیاری از مردم، با شنیدن این طوفان، مطمئن نیستند آن چیزی را که احساس می‌کنند، لذت است یا … درد.
یک انتقالِ یکپارچه به فینالِ موومان وجود دارد که این موومان را موازی با روشِ موتزارت در «کوئینت زهی در سل مینور K. 516» نشان می‌دهد، به این ترتیب که یک فینالِ بی سروصدا با یک مقدمهٔ طولانی، به فینالی احساسی و طوفانی ترجیح داده شده است. هکتور برلیوز نیز پایان موومان را پس از طوفان، «آرامشی صلح‌آمیز و درخشان» تفسیر می‌کند و می‌گوید: «گفتگوی مسالمت‌آمیز دو چوپان را می‌شنویم که پس از طوفان از پناهگاه خود بیرون می‌آیند و با نی‌هایشان از تپه‌ای به تپه‌ای دیگر، به یکدیگر واکنش نشان می‌دهند».

#### موومان پنجم
این قسمت در فرم روندو، با ساختارِ: مقدمه، A-B-A-(C)-A-B-A و کُدا است. دارای یک تمِ کوتاه و طی آن ملودی «رقص چوپانی»، با ساز کلارینت به گوش می‌رسد و موسیقی با احساس شادی، نشاط و شکرگزاری به پایان می‌رسد. این موومان مانند بسیاری از موومان‌های موسیقی کلاسیک، بر پایهٔ یک تمِ هشت میزانی استوار است، و نشان‌دهندهٔ آهنگ شکرگزاری چوپانان است؛ زیرا «طوفان اکنون تنها یک خاطره است» و با تم موومان اول مرتبط است که در آن «انسان از خواب بیدار می‌شود و با طبیعت گفتگو می‌کند».

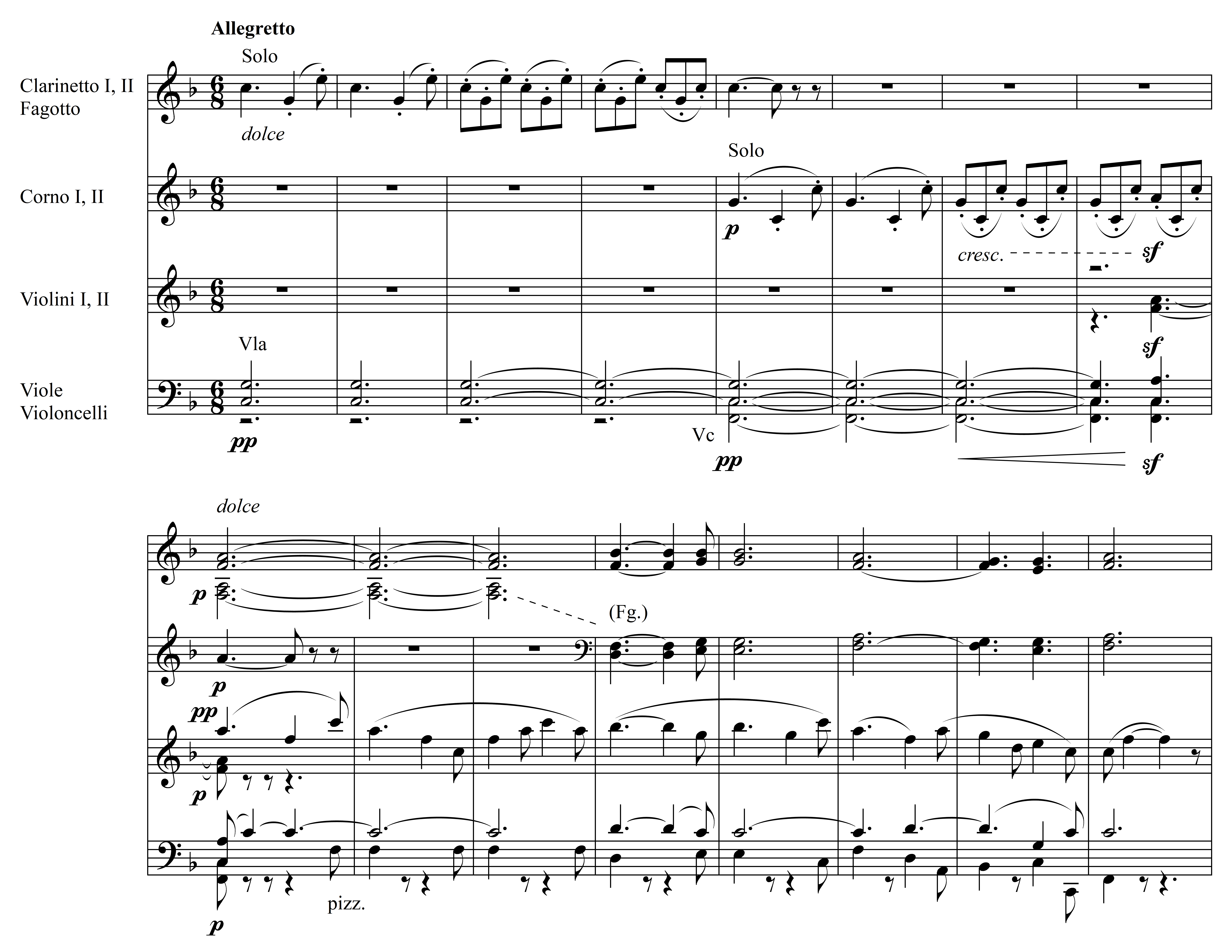
شروع موومان پنجم و تم اصلی (میزان‌های ۱ تا ۱۶)

کُدا به آرامی شروع می‌شود و به تدریج اوج می‌گیرد، برای رسیدن به اوج و همنواییِ کاملِ ارکستر (بدون «سازهای طوفان»)، ویولن‌اول‌ها با ریتم تریوله به صورت ترمولو بر روی یک نت فا در ارتفاع بالا، اجرا می‌شود. پاساژ شکرگزاری، با شدت ناگهانیِ پیانیسیمو توسط بتهوون مشخص شده‌ است (اکثر رهبران ارکستر سرعت این پاساژ را کُند می‌کنند). پس از یک قسمت کوتاه از این بازتاب، موومان با دو آکورد قوی در فا ماژور به پایان می‌رسد. «پایانی زیبا» همان‌طور که لوئیس لاکوود (موسیقی‌شناس آمریکایی) می‌گوید: «به نظر می‌رسد پایان، آرامشِ طبیعت و آرامشِ روح را که سمفونی از ابتدا وعده داده بود، تأیید می‌کند، احساسی که آهنگساز در تمام عمر، آرزوی آن را داشت».

## نقد و تاثیر
مدت‌ها بعد از اینکه ما سالن کنسرت را ترک کردیم، گرترود ساکت ماند و انگار غرق در وجد بود. - آیا چیزی که می‌بینی واقعاً به همین زیبایی است؟ - بالاخره گفت: «به زیبایی چه چیزی عزیزم؟ آن صحنۀ کنار جویبار؟»  فوراً به او جواب ندادم، چون به نظرم رسید که این هارمونی‌های وصف‌ناپذیر، دنیا را نه آنطور که بود، بلکه آنطور که می‌توانست باشد، آنطور که می‌توانست بدون شَر و گناه باشد، ترسیم می‌کنند، و من هرگز جرئت نکرده بودم با گرترود دربارۀ شَر، گناه و مرگ صحبت کنم؛ بالاخره گفتم: کسانی که چشم دارند، از خوشبختی خود خبر ندارند، او فوراً فریاد زد: «اما من که چشم ندارم، لذت شنیدن را می‌دانم».

آندره ژید، سمفونی پاستورال
خلقِ سمفونی ششم هم‌زمان شد با سمفونی پنجم، که معروف‌تر و آتشین‌تر از آن بود. این اثر یکی از معدود آثار بتهوون است که حاوی محتوای صریحِ موسیقی برنامه‌ای است، در آغاز قرن نوزدهم موسیقی تفسیر نمی‌شد و موسیقیدانانِ سبک کلاسیک اعتقاد داشتند که موسیقی به تنهایی کامل است و نباید پیرو تفسیر یا توصیفِ موضوعی غیر از موسیقی باشد؛ ولی در مکتب رمانتیک موضوع و تفسیر در موسیقی مورد توجه قرار گرفت. بتهوون چون متعلق به هر دو نسل بود و تحت تأثیر هر دو مکتب، آثاری را خلق کرد. راینر لپوشیتز (نویسندهٔ اتریشی) خاطرنشان می‌کند که «ساختار و طرح موضوعی پاستورال به‌طور طبیعی پدیدار شده و فیگورهای بزرگِ ملودیک، هارمونیک و ریتمیک از کوچک‌ترین موتیف‌ها به یکدیگر پیوسته‌اند و یک زندگی موسیقایی معجزه‌آسا را تشکیل می‌دهند. در سراسر موومان اول، شبکه‌ای ظریف از موتیف‌ها وجود دارد که همگی به یکدیگر مرتبط هستند و بنابراین یک کُلِ ارگانیک را تشکیل می‌دهند».
بری کوپر (زندگینامه‌نویس بتهوون)، اشاره می‌کند، بتهوون بارها در طرح‌های خود خاطرنشان کرده بود که با پاستورال نمی‌خواسته یک موسیقی صِرفاً تصویری یا «موسیقی برنامه‌ای» بسازد، بلکه می‌خواسته موسیقی‌ای بسازد که احساسات مربوط به زندگی روستایی را بیان کند. بر این اساس، موسیقی او فقط به جنبه‌هایی از زندگی روستایی اشاره دارد، اما مستقیماً آنها را بازنمایی نمی‌کند؛ عنوان‌های خاصی مانند: «زمزمهٔ جویبار»، «باران»، «رعد‌و‌برق» و غیره، که آهنگساز به برخی از موتیف‌ها در طرح‌ها اختصاص داده بود، در نسخهٔ نهایی حذف کرد. با این وجود، بتهوون به هر موومان یک عنوانِ خاطره‌انگیز داد که مدتی را صرف تدوین آن کرد. برای مثال، در یک طرح، موومان سوم عنوانِ «گردهمایی جشن» را دارد، در حالی که در طرح دیگر، قبل از فینال، جملهٔ «پروردگارا، از تو سپاسگزاریم» آمده است. با این حال، در چاپ اول (۱۸۰۹)، عنوان‌های انتخاب‌شده توسط بتهوون، تغییر یافتند و به احتمال زیاد توسط ناشر (برایتکپف و هرتل) انجام گرفته و بدون اطلاع آهنگساز بوده است. «روزنامه عمومی موزیکال» چاپ آلمان در سال ۱۸۱۲ نوشت:
در کنسرت دوم (۳۱ دسامبر)، سمفونی پاستورال بتهوون، که هنوز برای ما تازگی دارد، از بقیه متمایز شد. می‌توان این ابتکار و همچنین توسعه تدریجی آن قطعاتِ ارکسترال که نام سمفونی به آنها داده شده است را از جمله خلاقیت‌های قابل‌توجه ذهن بشر دانست که به عصر ما و به ویژه آلمان افتخار می‌کند و مرزهای هنر موسیقی را گسترش داده است. اگرچه برای موسیقی مطلق، هر چقدر هم که استاد آن را ماهرانه طبق قوانین زیبایی‌شناسی تنظیم کرده باشد، دشوار است که احساس خاصی را در ذهن شنونده برانگیزد، با این حال تلاش‌ها برای روشن‌کردن بیشتر این منطقهٔ هنوز ناشناخته، شایستهٔ قدردانی ماست. [...] با این حال، برای شنوندهٔ ناآشنا دشوار بود که به تمام این اسراری که بر او پوشیده بود، نفوذ کند.
کارل راینکه، مدیر قدیمی کنسرواتوار لایپزیگ، روایت می‌کند که حتی ارکستر گِواندهاوس، سمفونی ششم را بسیار کمتر از سایر سمفونی‌های بتهوون اجرا می‌کرد. او با این گفته که «از پایان غنایی می‌ترسیده چون بی‌اثر تلقی می‌شد»، توضیح داد که «در آن زمان، یک سمفونی باید با یک موومان پیروزمندانۀ آلگرو به پایان می‌رسید و نه با ملودی‌های روستایی در میزان (۱۲/۸) ترکیبی! اما پاستورال انتظارات مخاطبان را در آن زمان برآورده نکرد. بتهوون این اثر را بیش از حد تغزلی و تقریباً شبیه موسیقی مجلسی طراحی کرده بود».
با گذشت زمان، سمفونی ششم تأثیرگذاری خود را بر جای نهاد. بسیاری از آهنگسازان رومانتیک این اثر را تحسین کرده و از آن تقلید کردند و به احتمال می‌تواند «رومانتیک‌ترین اثر بتهوون» باشد. هکتور برلیوز حتی آن را «زیباترین ساختهٔ بتهوون» نامید و بی‌دلیل نبود که سمفونی فانتاستیک خود را با ژانر تصویری پاستورال پیوند داد. تنها با کشف برلیوز بود که این سمفونی بتهوون از سایهٔ سمفونی‌های «قهرمانانه» که در قرن نوزدهم بسیار محبوب بودند، بیرون آمد و به قولی قلبِ برلیور را تسخیر نمود. او در سال ۱۸۳۸ نوشت: «آه! به خاطر خدا، اگر این برنامه شما را ناراحت می‌کند، شما را عصبانی می‌کند، شما را تحریک می‌کند، آن را دور بیندازید و به سمفونی به‌عنوان یک موسیقی بدون هدفِ (تصویرِ) مشخص گوش دهید». با این حال پاستورال برای مدت طولانی از نظر محبوبیت نسبت به دیگر سمفونی‌های بتهوون، عقب ماند.
کلود دبوسی معروف به «موسیو کاش» (نام شخصیتِ ادبی دیگرِ او)، در سال ۱۹۰۳، ابتدا با انتقاد از سمفونی نوشت: «به صحنهٔ کنار جویبار نگاه کنید. جویباری است که به نظر می‌رسد گاوها از آن آب می‌نوشند.» و «در هر صورت، بخش‌های باسون مرا به این باور می‌رساند که همهٔ اینها تقلید بی‌معنی یا تفسیر کاملاً دلبخواهی است». اما وی در سال ۱۹۱۲، نگرش منفی خود به سمفونی ششم را تغییر داد و اظهار داشت  «نگاه مخالف به این اثر، فقط خودپسندی احمقانه‌تری خواهد بود»، او پاستورال را «شاهکار» و بتهوون را «نابغه» خواند و گفت: «[جدیدترین] موسیقی، بدون هیچ طعنه‌ای، سمفونی پاستورال است […]. این سمفونی همچنان یکی از بهترین مدل‌های بیانِ مکانیکی است…» در مقابلِ تفسیرِ دبوسی از درکِ طبیعت‌گرای بتهوون در سمفونی، رومن رولان معتقد است که «در حقیقت بتهوون یکی از نیروهای طبیعت است و اثرش عظمتی شگرف دارد، همچون عظمتِ پیکاری که میان یکی از قوای عظیم طبیعت با سایر عناصر درمی‌گیرد.» و آنتون شیندلر از دوستان نزدیک بتهوون می‌گوید: «او روح طبیعت را تسخیر کرده بود».

## ضبط‌ها
اجراهای بسیاری از سمفونی ششم ضبط شده است؛ بنابراین تنها چند ضبطِ شاخص توسط ارکستر سمفونیک‌های معتبر و رهبران سرشناس را می‌توان به‌طور جداگانه ذکر کرد:
| I   | ۱.                                              | ۲.                                              | ۳.                                              |
| II  | ۱.                                              | ۲.                                              | ۳.                                              |
| III | ۱. (ادامهٔ پارت ۲، در پارت اول از موومان چهارم)↓ | ۱. (ادامهٔ پارت ۲، در پارت اول از موومان چهارم)↓ | ۱. (ادامهٔ پارت ۲، در پارت اول از موومان چهارم)↓ |
| IV  | ۱.                                              | ۱.                                              | ۱.                                              |
| V   | ۱.                                              | ۲.                                              | ۲.                                              |

### ضبط‌های مونوفونیک
- ۱۹۴۰، ارکستر سمفونیک سلطنتی آمستردام به رهبری ویلم مینگلبرخ.[۷۳]
- ۱۹۴۴، ارکستر فیلارمونیک برلین به رهبری ویلهلم فورت‌ونگلر.[۷۴]
- ۱۹۴۵، ارکستر گواندهاوس لایپزیگ به رهبری هرمان آبندرت.[۷۵]
- ۱۹۵۲، ارکستر سمفونیک ان‌بی‌سی به رهبری آرتورو توسکانینی.
- ۱۹۵۲، ارکستر فیلارمونیک وین به رهبری ویلهلم فورت‌ونگلر.[۷۶]
- ۱۹۵۳، ارکستر سمفونیک سلطنتی آمستردام به رهبری اریش کلایبر.
- ۱۹۵۴، ارکستر فیلارمونیک برلین به رهبری ویلهلم فورت‌ونگلر.[۷۷]
- ۱۹۵۴، ارکستر فیلارمونیک برلین به رهبری هربرت فون کارایان.[۷۸]

### ضبط‌های استریوفونیک
- ۱۹۵۸، ارکستر سمفونیک کلمبیا[اپ] به رهبری برونو والتر.[۷۹]
- ۱۹۶۱، ارکستر سمفونیک شیکاگو به رهبری فریتس راینر.[۸۰]
- ۱۹۷۲، ارکستر فیلارمونیک برلین به رهبری هربرت فون کارایان.[۸۱][۸۲]
- ۱۹۸۳، ارکستر ایالتی باواریا[ات] به رهبری کارلوس کلایبر.[۸۳][۸۴]
- ۱۹۹۱، ارکستر مجلسی اروپا[اث] به رهبری نیکلاوس هارننکور.[۸۵][۸۶][۸۷]
- ۲۰۰۲، ارکستر فیلارمونیک وین به رهبری سایمون رتل.[۸۸][۸۹]
- ۲۰۰۶، ارکستر مجلسی اسکاتلند[اج] به رهبری چارلز مکرس.[۹۰]
- ۲۰۱۲، ارکستر سمفونی رادیو باواریا[اچ] به رهبری ماریس یانسونس.[۹۱][۹۲]

## تنظیم‌ها
- مایکل گوتارد فیشر[اح]، از معاصران بتهوون، در سال ۱۸۱۰ تنظیمی از سمفونی را برای شش‌نوازی زهی منتشر کرد.[۹۳]
- فرانتس لیست این اثر را در سال ۱۸۳۷ برای پیانو تنظیم کرد.[۹۴]

## در سینما و تلویزیون
- سال ۱۹۴۰، این سمفونی در انیمیشن فانتزیا محصول کمپانی دیزنی با تغییراتی ساخته‌شده توسط رهبر ارکستر لئوپولد استوکوفسکی، مورد استفاده قرار گرفت. هرچند که طولِ قطعه توسط رهبر ارکستر تغییر داده شده بود.[۹۵][۹۶]
- گزیده‌هایی از موومان چهارم در سریال تلویزیونی ستوان کلمبو در قسمت «اتود سیاه» (۱۹۷۲) آمده است.[۹۷]
- سال ۱۹۷۳، گزیده‌هایی از موومان اول در صحنهٔ مرگِ فیلم علمی/تخیلی بیسکویت سبز، استفاده شد.
- سال ۱۹۷۶، در انیمیشن کتاب جنگل با اقتباس از کتابی به همین نام اثرِ رودیارد کیپلینگ و کارگردانی چاک جونز، موومان پنجم به‌طور گسترده مورد استفاده قرار گرفت.

## پی‌نوشت‌ها

### یادداشت
1. ↑  Heinrich Philipp Bossler
2. ↑  Justin Heinrich Knecht
3. ↑  Tongemälde der Natur
4. ↑  Frank A. D'Accone
5. ↑  Heiligenstadt, Vienna
6. ↑  Teréz Brunszvik
7. ↑  Charles Neate
8. ↑  Theater an der Wien
9. ↑  Ah! perfido
10. ↑  Gloria
11. ↑  Sanctus
12. ↑  Benedictus
13. ↑  در اوایل دورهٔ کلاسیک (زمانِ هایدن)، در پنج گروه سازهای زهی، مجموعاً حدود ۳۰ تا ۳۵ نوازنده شرکت داشتند که در دورهٔ رومانتیک به ۶۰ تا ۶۵ نوازنده افزایش یافت.[۱۵]
14. ↑  فردیناند ریس می‌گوید: «اشتباه نوازندهٔ کلارینت در این کنسرت به علت حجم کم ارکستر، طبیعتاً در اجرا بسیار آزاردهنده بود و این امر خشم بتهوون را برانگیخت و با صدای بلند و با شدیدترین لحن به نوازندگان توهین کرد.» ریس می‌افزاید بتهوون بالاخره فریاد زد: «از اول». «در هر حال قطعه مجدداً به خوبی به پایان رسید اما نوازندگان که به خاطر اهانت بتهوون به شدت آزرده بودند، قسم خوردند که دیگر در هر کنسرتی که بتهوون حضور دارد، نوازندگی نکنند.»[۱۹]
15. ↑  Johann Friedrich Reichardt
16. ↑  Franz Joseph von Lobkowitz
17. ↑  Andrey Razumovsky
18. ↑  Gottfried Christoph Härtel
19. ↑  Urtext edition
20. ↑  Clive Brown
21. ↑  Skidmore College Orchestra
22. ↑  Yvonne Frindle
23. ↑  Alla Caccia
24. ↑  موسیقی شکار، شبیه آوازهایی که هنگام شکار می‌خوانند.[۳۷]
25. ↑  Franjo Ksaver Kuhač
26. ↑  فرانیو کساور کوهاچ (۱۹۱۱–۱۸۳۴) معلم پیانو، رهبر گروه کر، آهنگساز و موسیقی‌شناس تطبیقی اهل کرواسی بود که «موسیقی فولکلور کرواسی» را مطالعه می‌کرد. کوهاچ کارهای میدانی زیادی در این زمینه انجام داد و ۱۶۰۰ آهنگ فولکلور را جمع‌آوری و منتشر کرد.[۳۸]
27. ↑  David Marlow
28. ↑  Theodor Adorno
29. ↑  Lewis Lockwood
30. ↑  Gertrude
31. ↑  Rainer Lepuschitz
32. ↑  Allgemeine Musikalische Zeitung
33. ↑  سال ۲۰۱۶، یک نظرسنجی برای انتخاب ۱۰ سمفونی برتر در تاریخ موسیقی، توسط «مجله موسیقی بی‌بی‌سی» انجام شد که سمفونی برلیوز یکی از ده سمفونی برتر تاریخ موسیقی شناخته شد و در ردیف هفتم جای گرفت.[۶۷]
34. ↑  Monsieur Croche
35. ↑  Columbia Symphony Orchestra
36. ↑  Bayerisches Staatsorchester
37. ↑  Chamber Orchestra of Europe
38. ↑  Scottish Chamber Orchestra
39. ↑  Bavarian Radio Symphony Orchestra
40. ↑  Michael Gotthard Fischer

#### فارسی
- وجدانی، بهروز (۱۳۷۱). فرهنگ تفسیری موسیقی. تهران: انتشارات مترجم.
- رولان، رومن (۱۳۵۸). زندگانی بتهوون. ترجمهٔ محمود تفضلی. انتشارات امیرکبیر.
- حسنی، سعدی (۱۳۶۳). تفسیر موسیقی. ج. ۱ و ۲. تهران: انتشارات صفی‌علیشاه.
- ل-وینک، ریچارد (۱۳۶۶). چگونه خوب بشنویم. ج. چاپ اول. ترجمهٔ پرویز منصوری. تهران: کتاب زمان.
- بوک‌اسپن، مارتین (۱۳۷۹). ۱۰۱ اثر ممتاز از بزرگان موسیقی جهان. ترجمهٔ علی‌اصغر بهرام‌بیگی. تهران: آگاه. شابک ۹۶۴-۴۱۶-۰۷۲-X.

#### انگلیسی
- Cooper, Barry (2008). Beethoven. Oxford University Press.
- Thayer, Alexander Wheelock (1991).  Elliot Forbes (ed.). Thayer's Life of Beethoven, Volume 1. Princeton University Press.
- Brown, Clive (1988). "The Orchestra in Beethoven's Vienna". Early Music (journal). 16 (1): 4–20. doi:10.1093/earlyj/xvi.1.4..

### مطالعه بیشتر
- Frank D'Accone: Musica Franca: Essays in Honor of Frank A. D'Accone. Pendragon Press 1996.
- Renate Ulm (Hrsg.): Die 9 Sinfonien Beethovens. Bärenreiter, Kassel 1994, ISBN 3-7618-1241-8.
- Wolfram Steinbeck: 6. Symphonie op. 68. In: Beethoven – Interpretationen seiner Werke. Laaber 1996.
- Jonathan Del Mar (Hrsg.): Beethoven – Symphonie Nr. 6 in F-dur «Pastorale» op. 68, Bärenreiter, Kassel 2001.
- Will, Richard (Fall 2002). "The Nature of the Pastoral Symphony." Beethoven Forum, vol. 9, no. 2, pp. 205–215.
- Lorenz, Christoph L. (1985). "Beethovens Skizzen zur 'Pastoralen.'" Die Musikforschung, vol. 38, no. 2, pp. 95–108.
- Roland Schmenner: Die Pastorale – Beethoven, das Gewitter und der Blitzableiter. Bärenreiter, Kassel 1998, ISBN 3-7618-1412-7.
- Russell, Tilden (Spring 2003). "Unification in the Sixth Symphony: The Pastoral Mode." Beethoven Forum, vol. 10, no. 1, pp. 1–17.
- Jan Caeyers: Beethoven: Der einsame Revolutionär – eine Biografie. Verlag C. H. Beck oHG, München 2009, ISBN 978-3-406-63128-3.
- Frogley, Alain (1995). "Beethoven's Struggle for Simplicity in the Sketches for the Third Movement of the Pastoral." Beethoven Forum, vol. 4, no. 1, pp. 99–134.
- Kirby, F. E. (October 1970). "Beethoven's Pastoral Symphony as a Sinfonia caracteristica". The Musical Quarterly. 56 (4): 605–623. doi:10.1093/mq/LVI.4.605.
- Jander, Owen (Autumn 1993). "The Prophetic Conversation in Beethoven's 'Scene by the Brook'". The Musical Quarterly. 77 (3): 508–559. doi:10.1093/mq/77.3.508.
- Hans Swarowsky, Manfred Huss (Hrsg.): Wahrung der Gestalt. Schriften über Werk und Wiedergabe, Stil und Interpretation in der Musik. Universal Edition AG, Wien 1979, ISBN 978-3-7024-0138-2.
- Will, Richard (July 1977). "Time, Morality, and Humanity in Beethoven's 'Pastoral' Symphony". Journal of the American Musicological Society Musicological Society]]. 50 (2–3): 271–329. doi:10.2307/831836. JSTOR 831836.
- Gossett, Philip (Summer 1974). "Beethoven's Sixth Symphony: Sketches for the First Movement". Journal of the American Musicological Society. 27 (2): 248–284. doi:10.2307/830560. JSTOR 830560.
- Knapp, Raymond (Summer 2000). "A Tale of Two Symphonies: Converging Narratives of Divine Reconciliation in Beethoven's Fifth and Sixth". Journal of the American Musicological Society. 53 (2): 291–343. doi:10.2307/832010. JSTOR 832010.
- Erwin Ratz: Einführung in die musikalische Formenlehre. Über Formprinzipien in den Inventionen J. S. Bachs und ihre Bedeutung für die Kompositionstechnik Beethovens. Universal Edition, Wien 1973, ISBN 3-7024-0015-X.